# Argidia azania
Argidia azania är en fjärilsart som beskrevs av William Schaus 1940. Argidia azania ingår i släktet Argidia och familjen nattflyn. Inga underarter finns listade i Catalogue of Life.